# باني اندروز
باني اندروز (بالإنجليزية: Bunny Andrews)‏ هو لاعب كرة قدم أمريكية أمريكي، ولد في 1931 في دالاس في الولايات المتحدة.

## روابط خارجية
- باني اندروز على موقع كلية كرة القدم في سبورتس رفرنس.كوم (الإنجليزية)